# Doron Shefa
Doron Shefa (in ebraico דורון שפע‎?; Gerusalemme, 13 ottobre 1961) è un ex cestista israeliano.

## Carriera
Con Israele ha disputato i Campionati mondiali del 1986 e i Campionati europei del 1987.

## Palmarès
- Coppa di Israele: 2

Hapoel Gerusalemme: 1995-96, 1996-97